# Кубок світу з біатлону 2024–2025 (етап 7)
Сьомий етап Кубка світу з біатлону у сезоні 2024/2025 пройшов у Нове Место-на-Мораві (Чехія) з 6 по 9 березня 2025 року. Всього було шість гонок: чотири індивідуальні і дві естафети.

## Розклад гонок
Розклад змагань на сьомому етапі Кубка світу:
| Дата      | Час         | Гонка                                    |
| --------- | ----------- | ---------------------------------------- |
| 6 березня | 18:40 (CET) | Чоловіки: спринт (10 км)                 |
| 7 березня | 18:25 (CET) | Жінки: спринт (7,5 км)                   |
| 8 березня | 14:55 (CET) | Чоловіки: гонка переслідування (12,5 км) |
| 8 березня | 17:40 (CET) | Жінки: гонка переслідування (10 км)      |
| 9 березня | 13:50 (CET) | Чоловіки: естафета (4х7,5 км)            |
| 9 березня | 16:45 (CET) | Жінки: естафета (4х5 км)                 |

## Чоловіки
| Дистанція                             | Золото                                                           | Час                                                       | Срібло                                                           | Час                                                       | Бронза                                                                | Час                                                       |
| Спринт (10 км) деталі                 | Емільєн Жаклен Франція                                           | 23:13.3 (0+0)                                             | Томмазо Джакомель Італія                                         | 23:33.1 (1+0)                                             | Йоганнес Бо Норвегія                                                  | 23:34.2 (2+0)                                             |
| Гонка переслідування (12.5 км) деталі | Себастьян Самуельссон Швеція                                     | 32:22.1 (0+0+0+0)                                         | Томмазо Джакомель Італія                                         | +26.4 (1+1+0+0)                                           | Йоганнес Бо Норвегія                                                  | +38.7 (0+1+1+1)                                           |
| Естафета (4 x 7.5 км) деталі          | Франція Емільєн Клод Оскар Ломбардо Фаб'єн Клод Кентен Фійон-Має | 1:16:24.3 (0+1) (0+2) (0+0) (0+0) (0+0) (0+1) (0+0) (0+0) | Норвегія Мартін Улдал Тар'єй Бо Стурла Гольм Легрейд Йоганнес Бо | 1:17:50.9 (0+1) (0+0) (0+0) (0+2) (0+2) (0+0) (0+0) (1+3) | Україна Артем Тищенко Віталій Мандзин Антон Дудченко Дмитро Підручний | 1:19:09.7 (0+0) (0+2) (0+2) (0+1) (0+0) (0+0) (0+1) (0+1) |

Результати українських спортсменів в індивідуальних гонках:
- Спринт (10 км): Дмитро Підручний (35 місце), Віталій Мандзин (38), Антон Дудченко (57), Артем Тищенко (77)
- Гонка переслідування (12.5 км): Дмитро Підручний (6), Віталій Мандзин (39), Антон Дудченко (57).

## Жінки
| Дистанція                           | Золото                                                          | Час                                                 | Срібло                                                                                               | Час                                           | Бронза                                                              | Час                                                       |
| Спринт (7.5 км) деталі              | Інгрід-Ланнмарк Тандреволл Норвегія                             | 19:13.5 (0+0)                                       | Жустін Брезаз-Буше Франція                                                                           | 19:28.6 (0+1)                                 | Жулья Сімон Франція                                                 | 19:34.4 (0+0)                                             |
| Гонка переслідування (10 км) деталі | Жулья Сімон Франція                                             | 30:56.0 (0+1+0+0)                                   | Ганна Еберг Швеція                                                                                   | +17.2 (0+1+0+1)                               | Осеан Мішлон Франція                                                | +19.2 (1+0+0+1)                                           |
| Естафета (4 x 5 км) деталі          | Франція Лу Жанмонно Осеан Мішлон Жустін Брезаз-Буше Жулья Сімон | 1:11:11.1 (0+0) (0+0) (0+0) (0+3) (0+1) (0+1) (0+0) | Норвегія Кароліне-Оффіґстад Кноттен Інгрід-Ланнмарк Тандреволл Рагнгільд Фемстейневік Марен Кіркеєде | 1:11:36.2 (0+3) (0+2) (0+1) (0+1) (0+0) (0+2) | Німеччина Йоганна Пуфф Юлія Таннгеймер Софія Шнайдер Селіна Гротіан | 1:11:58.7 (0+1) (0+0) (0+0) (0+1) (0+3) (0+1) (0+2) (0+0) |

Результати українських спортсменок:
- Спринт (7.5 км): Юлія Джима (24), Христина Дмитренко (25), Олена Городна (62), Ірина Петренко (79), Дарина Чалик (99).
- Гонка переслідування (105 км): Юлія Джима (25), Христина Дмитренко (30).
- Естафета (4 x 5 км): Христина Дмитренко, Юлія Джима, Олена Городна, Олександра Меркушина (17 місце).